# اندرو بونار لاو
اندرو بونار لاو (به انگلیسی: Andrew Bonar Law)؛ ۱۶ سپتامبر ۱۸۵۸ – ۳۰ اکتبر ۱۹۲۳) سیاستمدار بریتانیایی از حزب محافظه کار (بریتانیا) بود. او در مستعمره بورنزویک جدید در کانادا به دنیا امده بود. تنها نخست وزیر بریتانیا ست که متولد خارج این کشور است. او همچنین با ۲۱۱ روز کوتاه‌ترین دوران نخست وزیری در قرن بیستم را داشت.

با این حال دوران طولانی تری را رهبر حزب محافظه کار بود. (از ۱۹۱۱ تا ۱۹۲۱) و دور دوم (از ۱۹۲۲ تا ۱۹۲۳). او از پیشنیه اشرافی و بازرگانی خود به عنوان یک برتری به خوبی استفاده می‌کرد و نظر تجار و بازرگانان بسیاری را به این شیوه به حزب جلب کرده بود.

بونار لاو در ۲۲ مه ۱۹۲۳ بخاطر سرطان حنجره دیگر قادر به صحبت در پارلمان نبود برای همین استعفای خود را تقدیم جرج پنجم کرد و شاه استنلی بالدوین را مامور تشکیل کابینه کرد.

او بعداً در همان سال در سن ۶۵ سالگی در لندن درگذشت و در کلیسای وست‌مینستر به خاک سپرده شد.